# Adenanthos apiculatus
Adenanthos apiculatus (лат.) — кустарник, вид рода Аденантос (Adenanthos) семейства Протейные (Proteaceae), произрастающий на южном побережье Западной Австралии.

## Ботаническое описание
Adenanthos apiculatus — листопадный раскидистый кустарник 2 м в поперечнике, редко достигающий в высоту 50 см, без лигнотубера. Листья на побегах очень мелкие, а окружающие цветки намного длиннее, глубоко рассечённые, черешковые, округлые в сечении, 5-20 мм длиной, диаметр около 0,5 мм, обычно голый. Цветочные листья с длинными волосками у основания. Околоцветник около 13 мм длиной, бледно-кремового цвета или с зелёной вершиной и кремовым основанием, снаружи опушённые. Столбик около 25 мм длиной. Цветёт в августе — ноябре.

## Распространение и местообитание
A. apiculatus — эндемик Западной Австралии. Он встречается между проливом Кинг-Джордж и рекой Паллинуп на южном побережье и внутри страны до хребта Стерлинг. Растёт на песчаной или гравийной почве, часто в густых кустарниковых сообществах.

## Охранный статус
Международный союз охраны природы классифицирует природоохранный статус вида как «близкий к уязвимому положению».